# آلتیمو، نیو ساوت ولز
آلتیمو (به انگلیسی: Ultimo) یک حومه شهر در استرالیا است که در سیدنی واقع شده‌است.